# Shenzhen Open 2020 - Doppio
Peng Shuai e Yang Zhaoxuan erano le detentrici del titolo, ma Yang non ha preso parte a questa edizione del torneo. Peng ha fatto coppia con Zhang Shuai, ma le due sono state sconfitte da Jiang Xinyu e Tang Qianhui al primo turno.
In finale Barbora Krejčíková e Kateřina Siniaková hanno battuto Duan Yingying e Zheng Saisai con il punteggio di 6-2, 3-6, [10-4].

## Teste di serie
1. Elise Mertens /  Aryna Sabalenka (quarti di finale)
2. Barbora Krejčíková /  Kateřina Siniaková (campionesse)

1. Duan Yingying /  Zheng Saisai (finale)
2. Peng Shuai /  Zhang Shuai (primo turno)

## Wildcard
1. Jiang Xinyu /  Tang Qianhui (quarti di finale)

1. Ma Shuyue /  Yuan Yue (primo turno)

## Tabellone

### Legenda
| - Q = Qualificato - WC = Wild card - LL = Lucky loser | - ALT = Alternate - SE = Special Exempt - PR = Protected Ranking | - w/o = Walkover - r = Ritirato - d = Squalificato |

|  | Primo Turno                  | Primo Turno                  | Primo Turno                  | Primo Turno | Primo Turno |  |  | Quarti di finale | Quarti di finale         | Quarti di finale         | Quarti di finale         | Quarti di finale         |   |      | Semifinali | Semifinali        | Semifinali       | Semifinali               | Semifinali |   |      | Finale | Finale | Finale | Finale | Finale |  |
|  |                              |                              |                              |             |             |  |  |                  |                          |                          |                          |                          |   |      |            |                   |                  |                          |            |   |      |        |        |        |        |        |  |
|  | 1                            | E Mertens A Sabalenka        | E Mertens A Sabalenka        | 6           | 7           |  |  |                  |                          |                          |                          |                          |   |      |            |                   |                  |                          |            |   |      |        |        |        |        |        |  |
|  | PR                           | K Bondarenko L Marozava      | K Bondarenko L Marozava      | 3           | 5           |  |  | 1                | E Mertens A Sabalenka    | E Mertens A Sabalenka    | 5                        | 4                        |   |      |            |                   |                  |                          |            |   |      |        |        |        |        |        |  |
|  | E Aleksandrova O Kalašnikova | E Aleksandrova O Kalašnikova | E Aleksandrova O Kalašnikova | 2           | 2           |  |  |                  | M Doi M Niculescu        | M Doi M Niculescu        | 7                        | 6                        |   |      |            |                   |                  |                          |            |   |      |        |        |        |        |        |  |
|  | M Doi M Niculescu            | M Doi M Niculescu            | M Doi M Niculescu            | 6           | 6           |  |  |                  |                          |                          |                          |                          |   |      |            | M Doi M Niculescu | 6                | 3                        | [4]        |   |      |        |        |        |        |        |  |
|  | 3                            | Y Duan S Zheng               | 3                            | 6           | [10]        |  |  |                  |                          | 3                        | Y Duan S Zheng           | 3                        | 6 | [10] |            |                   |                  |                          |            |   |      |        |        |        |        |        |  |
|  |                              | T Maria S Vögele             | 6                            | 3           | [7]         |  |  | 3                | Y Duan S Zheng           | Y Duan S Zheng           | 6                        | 7                        |   |      |            |                   |                  |                          |            |   |      |        |        |        |        |        |  |
|  | I-C Begu Kr Plíšková         | I-C Begu Kr Plíšková         | 6                            | 63          | [9]         |  |  |                  | D Jakupović R Olaru      | D Jakupović R Olaru      | 2                        | 65                       |   |      |            |                   |                  |                          |            |   |      |        |        |        |        |        |  |
|  | D Jakupović R Olaru          | D Jakupović R Olaru          | 3                            | 7           | [11]        |  |  |                  |                          |                          |                          |                          |   |      | 3          | Y Duan S Zheng    | 2                | 6                        | [4]        |   |      |        |        |        |        |        |  |
|  | S Fichman M Kato             | S Fichman M Kato             | 6                            | 2           | [10]        |  |  |                  |                          |                          |                          |                          |   |      |            |                   | 2                | B Krejčíková K Siniaková | 6          | 3 | [10] |        |        |        |        |        |  |
|  | X Han L Zhu                  | X Han L Zhu                  | 1                            | 6           | [6]         |  |  |                  | S Fichman M Kato         | 2                        | 6                        | [10]                     |   |      |            |                   |                  |                          |            |   |      |        |        |        |        |        |  |
|  | WC                           | X Jiang Q Tang               | X Jiang Q Tang               | 6           | 6           |  |  | WC               | X Jiang Q Tang           | 6                        | 4                        | [8]                      |   |      |            |                   |                  |                          |            |   |      |        |        |        |        |        |  |
|  | 4                            | S Peng S Zhang               | S Peng S Zhang               | 2           | 4           |  |  |                  |                          |                          |                          |                          |   |      |            | S Fichman M Kato  | S Fichman M Kato | 2                        | 1          |   |      |        |        |        |        |        |  |
|  |                              | C Lister S Santamaria        | C Lister S Santamaria        | 7           | 6           |  |  |                  |                          | 2                        | B Krejčíková K Siniaková | B Krejčíková K Siniaková | 6 | 6    |            |                   |                  |                          |            |   |      |        |        |        |        |        |  |
|  | WC                           | S Ma Y Yuan                  | S Ma Y Yuan                  | 65          | 2           |  |  |                  | C Lister S Santamaria    | C Lister S Santamaria    | 0                        | 2                        |   |      |            |                   |                  |                          |            |   |      |        |        |        |        |        |  |
|  |                              | A-L Friedsam M Gasparjan     | A-L Friedsam M Gasparjan     | 1           | 2           |  |  | 2                | B Krejčíková K Siniaková | B Krejčíková K Siniaková | 6                        | 6                        |   |      |            |                   |                  |                          |            |   |      |        |        |        |        |        |  |
|  | 2                            | B Krejčíková K Siniaková     | B Krejčíková K Siniaková     | 6           | 6           |  |  |                  |                          |                          |                          |                          |   |      |            |                   |                  |                          |            |   |      |        |        |        |        |        |  |